# 核酸塩基

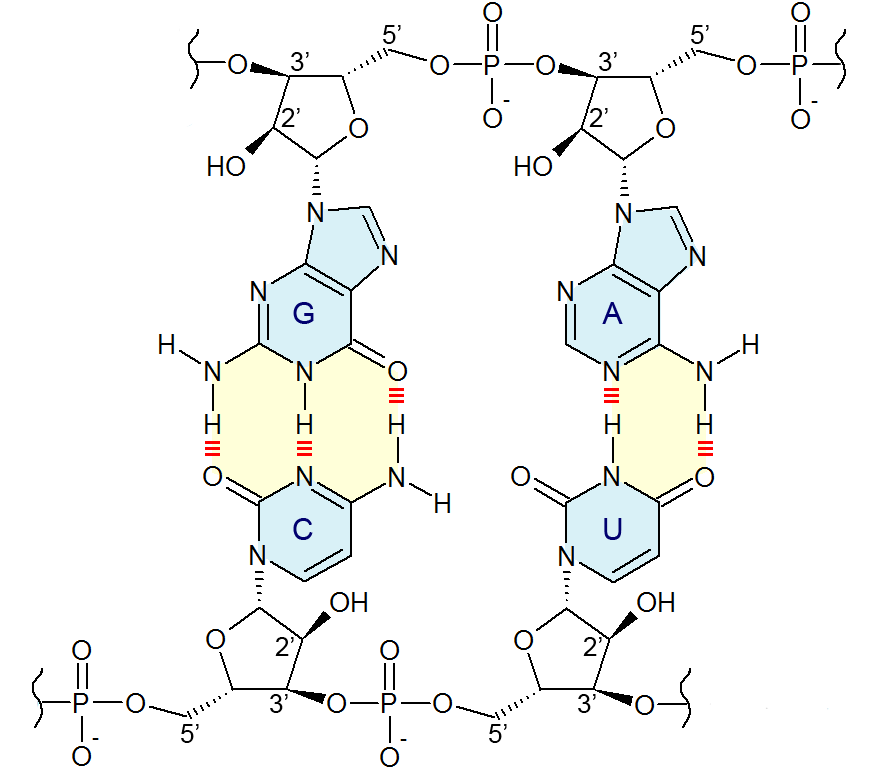
塩基対：4つのヌクレオチドによって2つの塩基対が形成されている。核酸塩基は青で示されている。グアニン（G）はシトシン（C）と、3つの水素結合（赤）で結合する。アデニン（A）はウラシル（U）と2つの水素結合で結合する。

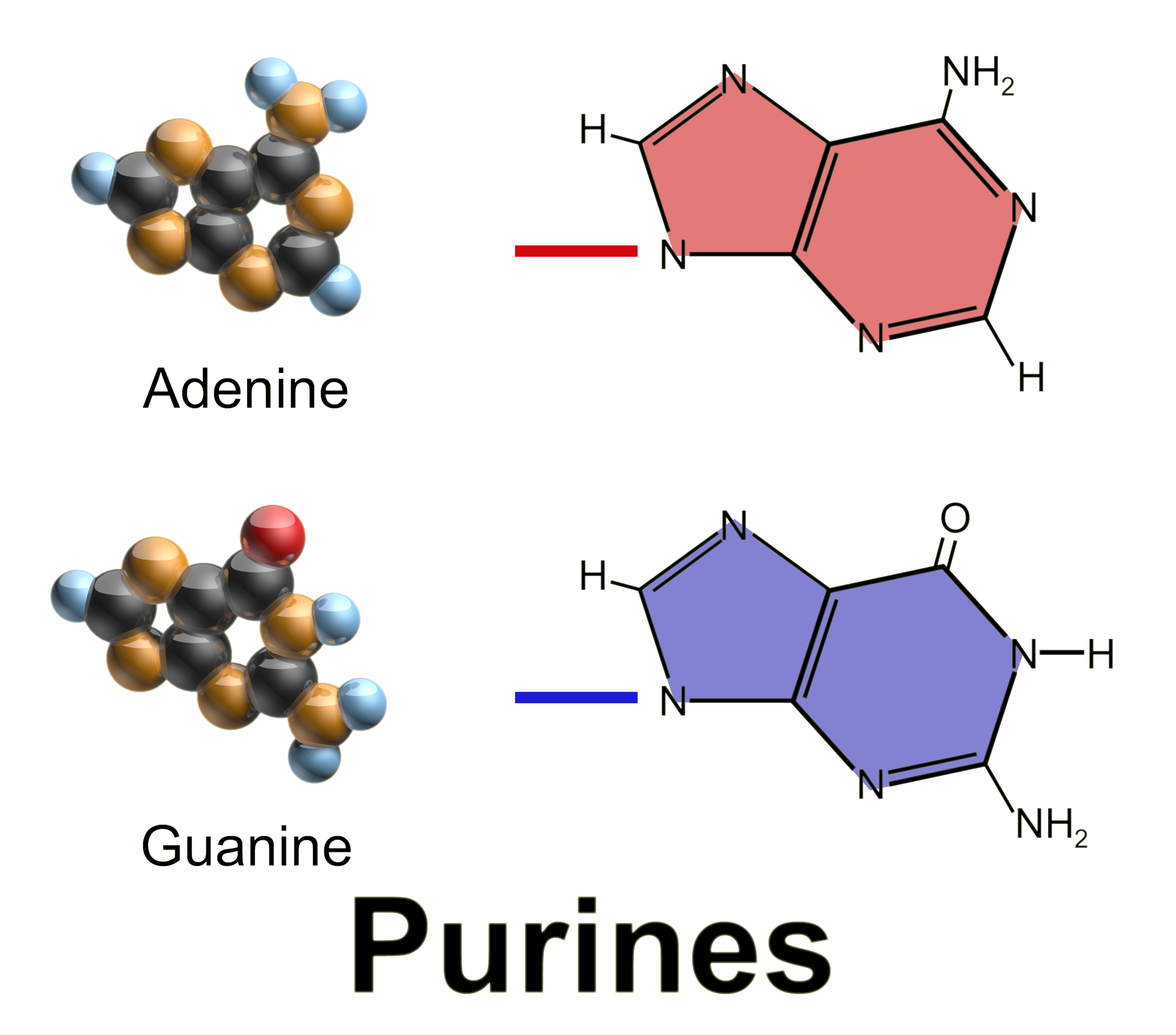
プリン塩基は縮合環構造を持つ分子である。

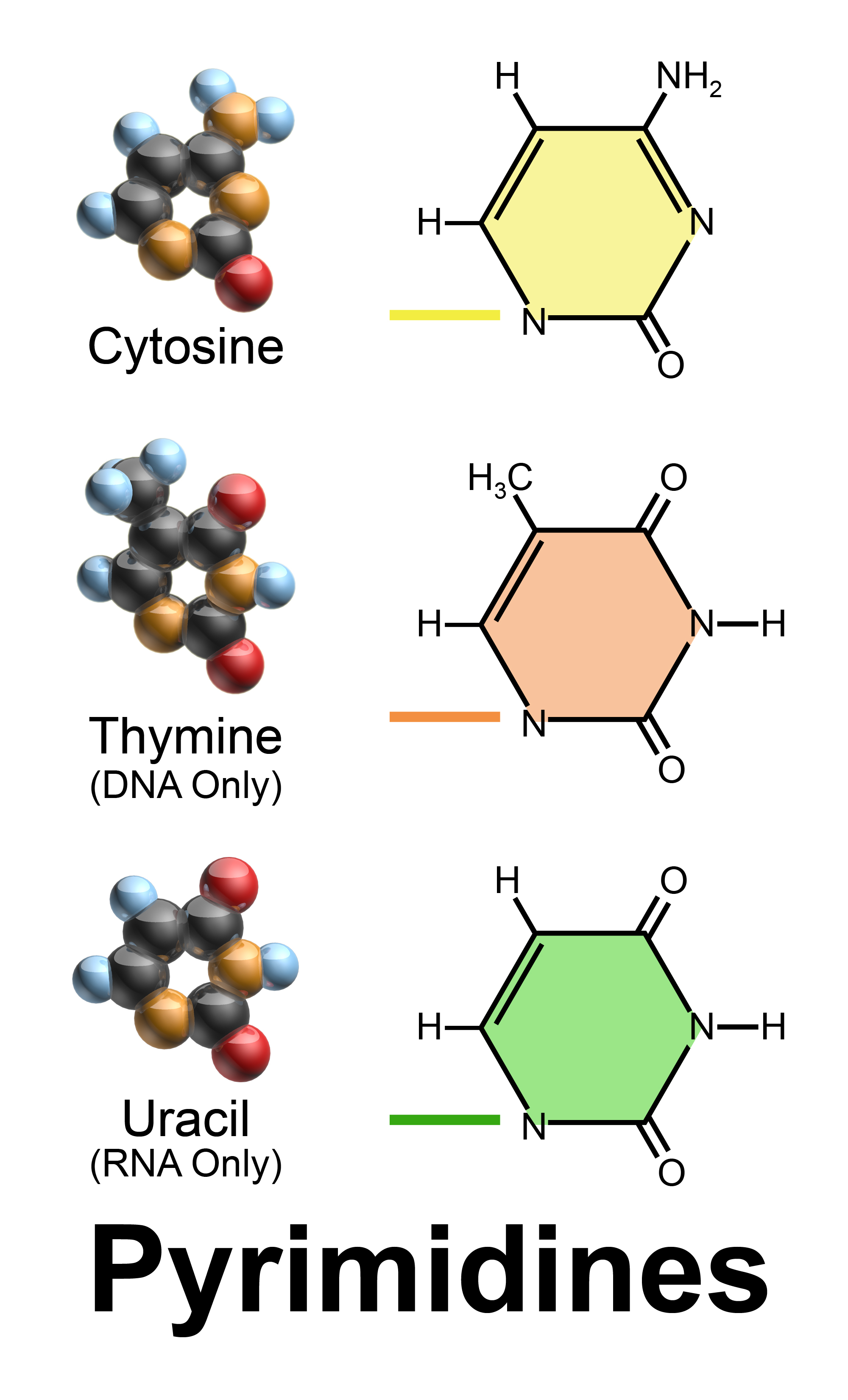
ピリミジン塩基は単環構造を持つ分子である。

核酸塩基（かくさんえんき、英: nucleobase）はヌクレオシドを形成する窒素含有生体分子で、窒素塩基としても知られ、多くの場合単に塩基（base）と呼ばれる。ヌクレオシドはヌクレオチドの構成要素であり、ヌクレオチドは核酸の基本的な構成単位である。塩基対を形成し、互いに積み重なる（スタッキング）核酸塩基の性質は、リボ核酸（RNA）やデオキシリボ核酸（DNA）などの長鎖らせん構造をもたらす。
アデニン（A）、シトシン（C）、グアニン（G）、チミン（T)、ウラシル（U）の5つの核酸塩基が主要な（primary）または標準的な（canonical）核酸塩基と呼ばれる。これらは遺伝暗号の基礎的な単位として機能し、DNAではA、G、C、Tがみられ、RNAではA、G、C、Uがみられる。チミンとウラシルは、Uに存在しないメチル基がTに存在する点を除いて同一である。
アデニンとグアニンはプリンに由来する縮合環構造を持ち、そのためプリン塩基と呼ばれる。プリン塩基は、アデニンの場合C6位に、グアニンの場合C2位に1つのアミノ基を持つことで特徴づけられる。同様に、シトシン、ウラシル、チミンはピリミジンに由来する単環構造を持ち、そのためピリミジン塩基と呼ばれる。典型的なDNA二重らせんの塩基対はプリンとトピリミジンによって構成され、AはTと対合し、CはGと対合する。これらのプリン-ピリミジン対は相補的な塩基対と呼ばれ、二重らせんの2つの鎖をつないでおり、はしごの段によく例えられる。プリンとピリミジンの対合はDNAらせんに寸法上の制約を課し、それらの組み合わせによって一定の幅を持つDNAらせんの幾何学的形状が可能となる。A-TとG-Cの対合は、相補的な塩基のアミンとカルボニル基の間で2つまたは3つの水素結合を形成するように機能する。
アデニン、グアニン、キサンチン、ヒポキサンチン、プリン、2,6-ジアミノプリン、6,8-ジアミノプリンなどの核酸塩基は、地球上と同様に地球外の宇宙でも形成される可能性がある。
塩基という用語は、これらの化合物の酸塩基反応における化学的性質を反映している。しかし、こうした性質は核酸塩基の生物学的機能の大部分の理解には特に重要ではない。

## 構造

DNAの化学構造。8つのヌクレオチドによる4つの塩基対が示されている。アデニンはチミンと、グアニンはシトシンと結合する。また、この構造は2つのリン酸-デオキシリボース主鎖の方向性も示している。5'から3'の方向は、左側の鎖では下向きであり、右側の鎖では上向きである。2つの鎖は互いに巻き付くことによって、二重らせん構造が形成される。

核酸構造の側面では、隣接するヌクレオチドモノマーの2つの糖環をリン酸分子が連続的に接続し、それによって長鎖の生体分子が形成されている。こうした糖（リボースまたはデオキシリボース）とリン酸との鎖結合は、一本鎖または二本鎖生体分子の主鎖を形成する。DNAの二重らせんでは、2つの鎖は化学的に逆方向を向いており、それによって2つの塩基の間の相補性による塩基対形成が可能となっている。この相補性は、DNAにコードされた情報を複製したり転写したりする際に必要不可欠である。

## 修飾核酸塩基
DNAとRNAには、核酸の鎖が形成された後に修飾が行われた、非標準的な塩基も含まれている。DNAでは、最も一般的な修飾塩基は5-メチルシトシン（m5C）である。RNAには多くの修飾塩基が存在し、シュードウリジン（Ψ）、ジヒドロウリジン（D）、イノシン（I）、7-メチルグアノシン（m7G）などがみられる。
ヒポキサンチンとキサンチンは変異原の存在下で形成される多くの塩基のうちの2つであり、どちらも脱アミノ化（アミン基のカルボニル基への置換）によって生じる。ヒポキサンチンはアデニンから、キサンチンはグアニンから産生され、また、ウラシルの脱アミノ化によってシトシンが生じる。

### 修飾プリン塩基
以下は修飾されたアデノシンまたはグアニンの例である。
| 核酸塩基     | ヒポキサンチン | キサンチン     | 7-メチルグアニン       |
| ヌクレオシド | イノシン I     | キサントシン X | 7-メチルグアノシン m7G |

### 修飾ピリミジン塩基
以下は修飾されたシトシン、チミンまたはウラシルの例である。
| 核酸塩基     | 5,6-ジヒドロウラシル | 5-メチルシトシン     | 5-ヒドロキシメチルシトシン |
| ヌクレオシド | ジヒドロウリジン D   | 5-メチルシチジン m5C |                            |

## 人工核酸塩基
核酸塩基には多数のアナログが存在する。これらの最も一般的な用途は、直接的または間接的な蛍光プローブである。例えば、アミノアリルヌクレオチドは、マイクロアレイでcRNAやcDNAを標識するために利用される。遺伝暗号を拡張するための新たな塩基対として、イソグアニンとイソシトシンや、蛍光を有する2-amino-6-(2-thienyl)purineとpyrrole-2-carbaldehydeなどの利用が試みられている。
医学では、いくつかのヌクレオシドアナログが抗がん剤や抗ウイルス薬として利用されている。ウイルスのポリメラーゼは非標準的塩基とともにこれらの化合物を取り込む。これらの化合物は細胞内でヌクレオチドに変換されて活性化される。